# 플라밍고 국제공항

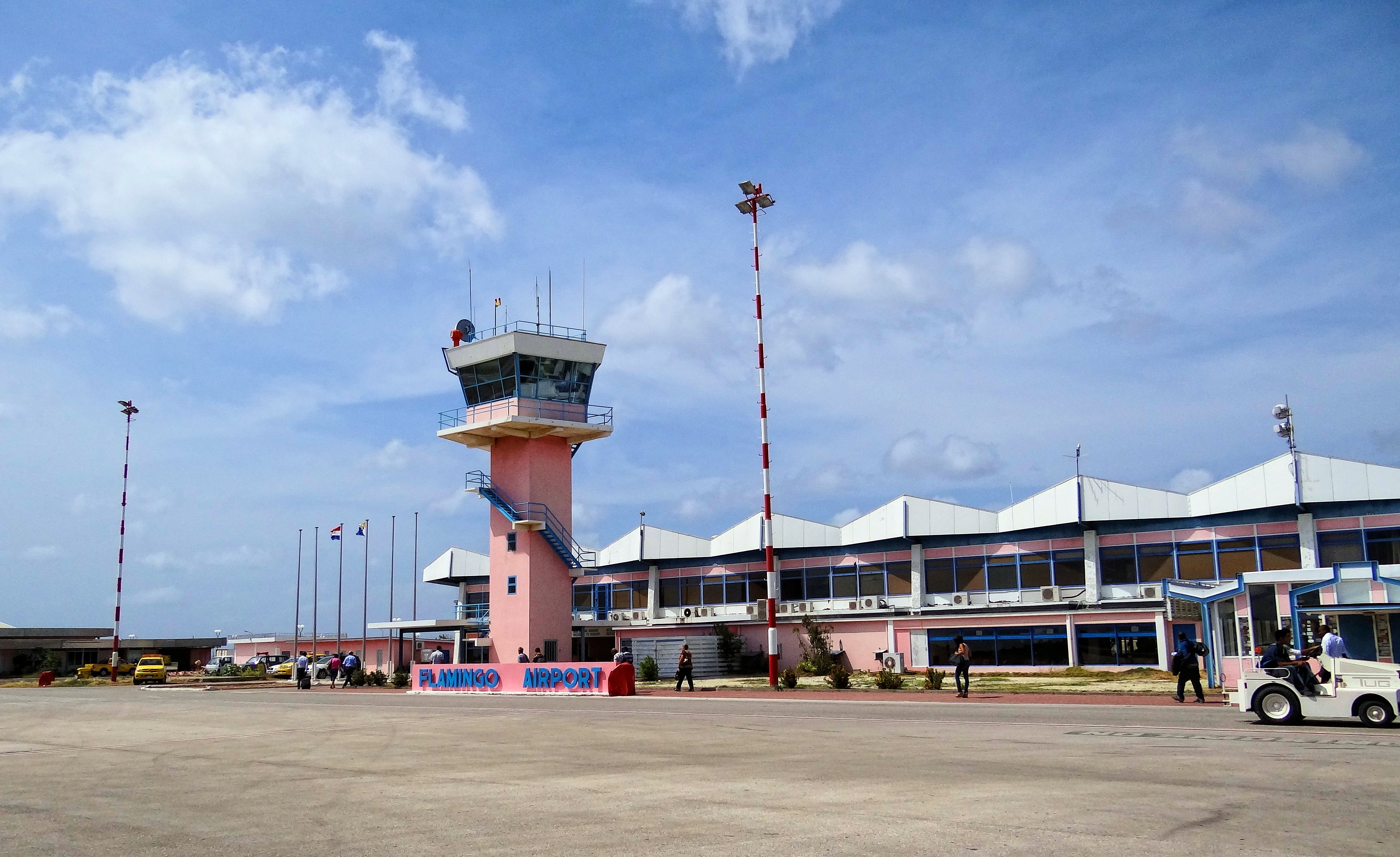

플라밍고 국제공항(Flamingo International Airport, IATA: BON, ICAO: TNCB)은 카리브 네덜란드의 보네르섬의 크랄렌데이크 주변에 위치한 국제공항이다. 한때 보네어엑셀과 퀴라소엑셀의 허브 공항 역할을 했다. 이 공항은 퀸 베아트릭스 국제공항, 프린세스 줄리아나 국제공항, 퀴라소 국제공항에 이어 더치캐리비언에서 4번째로 큰 공항이다.
아메리칸 항공, 델타 항공, KLM, TUI 플라이 네덜란드, 유나이티드 항공이 현재 보네르섬으로 향하는 예약편을 운용하는 최대 항공사들이다.